# أيمن الأعتر
أيمن الأعتر (6 مارس 1982 -) مغني ليبي، ولد في طرابلس. الأعتر كان الفائز في دورة 2004 من سوبر ستار 2، النسخة العربية من برنامج بوب آيدول، وقد سبق أن فاز بالمرتبة الأولى في النسخة الأولى من مهرجان الأغنية الليبية 2001 بأغنية (أمي) ثم شارك مشاركة شرفية خارج المسابقة في النسخة الثانية من نفس المهرجان 2002 بأغنية (يا زمان الصغر).

## البدايات
بدأ أيمن الأعتر الغناء عبر اشتراكه في الإذاعة الليبية منذ طفولته حيث اشتهر بأغنية وطنية مصورة وهي «وطننا يا وطننا» التي نالت نجاحا في التسعينيات وكذلك بأغنية وطني شجني وابتساماتي وحزني.
أول من ساهم في ظهور هذه الموهبة في الإذاعة الليبية كان الشاعر الليبي عبد الله محمد منصور، مع دعم عائلته واهتمام ورعاية الكتّاب والملحنين الليبيين الذين قدموا إليه أغنية جديدة وهو في سن الثانية عشر اسمها «سيول العافية».

### مهرجان الأغنية الليبية
في عام 2001 تقدم أيمن الأعتر إلى مهرجان الأغنية الليبية في دورته الأولى، والتي تمكن فيها من الحصول على الترتيب الأول بأغنية (أمي).
ثم شارك مشاركة شرفية خارج المسابقة في النسخة الثانية من نفس المهرجان 2002 بأغنية (يا زمان الصغر).

### سوبر ستار
في عام 2004 تمكن أيمن الأعتر من الحصول على المركز الأول في الموسم الثاني من برنامج تلفزيون المستقبل اللبناني «سوبر ستار» وبنسبة 54% من أصوات 3,2 مليون مشاهد.
أطلق ألبومه الأول «بحبك» سنة 2005، وفيديو كليب لأغنيته «بحبك».
اصدر أغنية منفردة «هلبا» وفيديو كليب سنة 2013، واصدر أغنية منفردة «يالعزيز» وفيديو كليب سنة 2014.
صدر البومه الجديد «حال الاوادم» في نوفمبر 2014 عن شركة روتانا للصوتيات والمرئيات، وصدر فيديو كليب عن أغنية «حال الاوادم».

## حياته الشخصية
لأيمن أربعة اخوة وسبعة أخوات. وهو خريج من كلية طب الأسنان بجامعة طرابلس.

## ديسكوغرافيا
- بحبك (2005)
- حال الأوادم (2014)
- في قلبي كلام (2016)

| سبقه ديانا كرزون | الفائز بلقب سوبر ستار 2004 | تبعه إبراهيم الحكمي |